# Cliodynamique
La cliodynamique (/ˌkliːoʊdaɪˈnæmɪks/ en anglais) est un domaine de recherche transdisciplinaire qui intègre l'évolution culturelle, l'histoire quantitative/cliométrie/, la macrosociologie, la modélisation mathématique des processus historiques sur le temps long, et la construction et l'analyse de bases de données historiques. 
La cliodynamique traite l'histoire comme une science. Ses praticiens développent des théories qui expliquent des processus dynamiques tels que la montée et la chute des empires, les booms et les récessions démographiques, et la propagation et la disparition des religions. Ces théories sont traduites en modèles mathématiques permettant une évaluation dynamiques et quantitatives des prédictions théoriques. Enfin, ces prédictions des modèles sont testées par rapport aux données. Ainsi, la construction et l'analyse de bases de données massives d'informations historiques et archéologiques sont l'un des objectifs les plus importants de la cliodynamique dont la base de données Seshat est un exemple.

## Origine
Ce terme a été créé par le biologiste russo-américain Piotr Tourtchine ou Peter Turchin en 2003,, et tire son nom de la Muse de l'Histoire Clio dans la mythologie grecque.
C'est un nouveau champ d'études interdisciplinaire unissant les approches de la modélisation mathématique des processus sociaux-historiques sur le long terme, de l'histoire, de la macrosociologie historique, de la constitution et l'analyse de bases de données historiques, des études de l'évolution sociale, de la démographie historique etc.
L'approche de Turchin, Goldstone et Korotaïev est sociologique, mêlant une approche écologique, démographique, économique et contraintes psychosociales.

## Organisation
Il existe plusieurs organisations dont les activités sont explicitement liées à la Cliodynamique : 
- Cliodynamics: The Journal of Quantitative History and Cultural Evolution, est un journal scientifique pratiquant la revue par les pairs.
- The University of Hertfordshire's Cliodynamics Lab, est le premier laboratoire au monde dédié explicitement au nouveau domaine de recherche de la cliodynamique. Il est dirigé par Pieter François, fondateur du Lab en 2015.
- Le Santa Fe Institute est un centre de recherche et d'enseignement privé à but non lucratif où des scientifiques de premier plan sont confrontés à des problèmes liés aux systèmes complexes. L'institut soutient des travaux de modélisation et de systèmes dynamiques. L'un des domaines de recherche de SFI est la cliodynamique. Dans le passé, l'institut a parrainé une série de conversations et de réunions sur l'histoire théorique.
- La Société française de cliodynamique[5], est une organisation française visant à promouvoir la médiation et la recherche en Cliodynamique en France.

## Critique
Les détracteurs de la cliodynamique affirment que les formations sociales complexes du passé ne peuvent et ne doivent pas être réduites à des points quantifiables et analysables dans l'espace des phases, car cela revient à négliger les circonstances et la dynamique particulières de chaque société historique. De nombreux historiens et spécialistes en sciences sociales affirment qu'il n'existe pas de facteurs causaux généralisables pouvant expliquer un grand nombre de cas, et que la recherche historique devrait se concentrer sur les trajectoires uniques de chaque cas dans l'espace de phase, en mettant en évidence les points communs dans les résultats lorsqu'ils existent. Comme le note Zhao, « la plupart des historiens pensent que l'importance de tout mécanisme dans l'histoire change et, plus important encore, qu'il n'existe pas de structure invariante dans le temps capable d'organiser tous les mécanismes historiques en un système ».